# Civic Arena (Pittsburgh)
Mellon Arena (lub Pittsburgh Civic Arena) – nieistniejąca hala sportowa znajdująca się w Pittsburghu w Stanach Zjednoczonych. Obiekt zburzono w 2012 roku.

## Użytkownicy
- Pittsburgh Penguins (NHL)
- Pittsburgh Hornets (AHL)
- Pittsburgh Spirit (MISL)
- Pittsburgh CrosseFire (NLL)
- Pittsburgh Gladiators (AFL)
- Pittsburgh Phantoms (RHI)
- Pittsburgh Bulls (MILL)
- Pittsburgh Stingers (CISL)
- Pittsburgh Pipers/Condors (ABA)
- Pittsburgh Rens (ABL)
- Pittsburgh Xplosion (CBA)

## Informacje
- adres: 66 Mario Lemieux Place, Pittsburgh, Pennsylvania 15219
- rozpoczęcie prac budowlanych: 12 marca 1957
- otwarcie: 19 września 1961
- koszt budowy: 22 miliony USD
- architekt: Mitchell and Ritchey
- pojemność: 
  - hokej i koszykówka: 17 537 miejsc
  - football: 15 924 miejsc
  - łyżwiarstwo figurowe: 16 882 miejsc

## Koncerty
- 28 maja 1985: Madonna (The Virgin Tour) – widownia: 15 600 (100%)[1]